# کاخ فریدنشتاین
کاخ فریدنشتاین (به آلمانی: Schloss Friedenstein) یک قصر اولیه به سبک باروک است که در اواسط قرن هفدهم توسط ارنست اول، دوک ساکس-گوتا در گوتا، تورینگن، آلمان ساخته شد. در آلمان، فریدنشتاین یکی از بزرگترین کاخ‌های زمان خود و یکی از اولین کاخ‌های باروک بود که تا کنون ساخته شده‌است. فریدنشتاین به‌عنوان مقر اصلی دوک‌های ساکس-گوتا و بعداً به عنوان یکی از اقامتگاه‌های دوک‌های ساکس-کوبورگ و گوتا بود که از طریق ازدواج ملکه ویکتوریا و شاهزاده آلبرت با خانواده سلطنتی بریتانیا ارتباط نزدیک داشت. دو دوک آخر حاکم هر دو شاهزاده بریتانیا بودند.
مجموعه کاخ امروزه چندین موزه را در خود جای داده‌است. همچنین به دلیل پشتیبانی از تئاتر اکوف، یکی از قدیمی‌ترین تئاترهای فعال در آلمان، که هنوز هم ماشین آلات باروک اصلی را برای تغییر مناظر دارد، قابل توجه است.